# 別利別克河

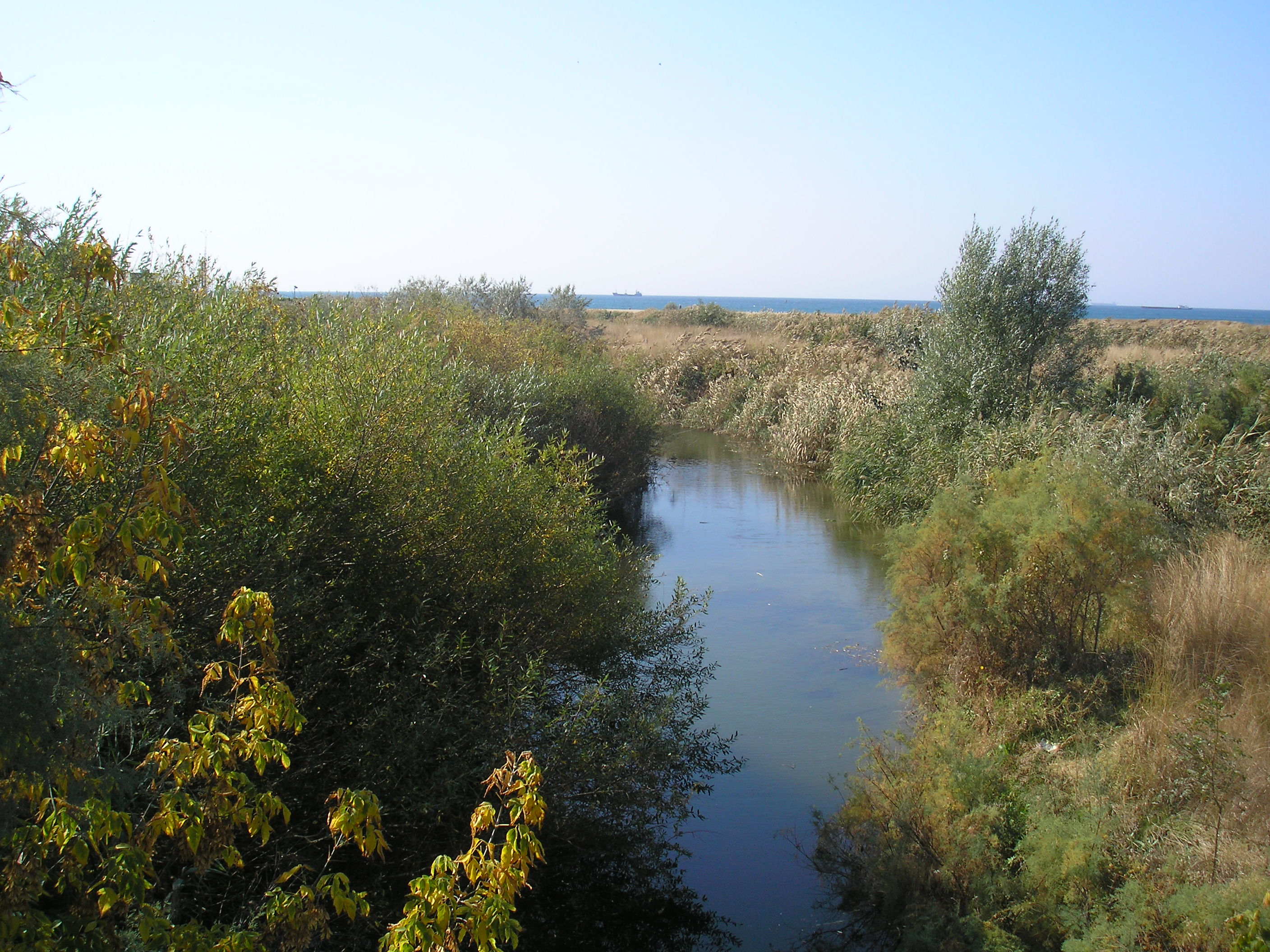
別利別克河

別利別克河（俄语：Бельбек），是俄羅斯或烏克蘭的河流，位於克里米亞半島西南部，河道全長63公里，最終注入黑海，流域面積505平方公里，平均流量每秒2.7立方米。